# Ferrari 312 T
La Ferrari 312 T è un'automobile monoposto sportiva di Formula 1 costruita dalla Scuderia Ferrari, che gareggiò nel 1975 e nelle prime tre gare del 1976.
Grazie ad essa la scuderia di Maranello tornò ai vertici della Formula 1, vincendo il campionato mondiale piloti e la coppa costruttori 1975.
Con 6 vittorie conquistate nel 1975 e 3 nelle prime tre gare del 1976, è una delle monoposto più riuscite e vincenti tra quelle costruite dalla Ferrari.

## Sviluppo
La 312 T era una monoposto che presentava diverse novità, la più importante delle quali era il nuovo cambio trasversale (da cui la T nel nome), che permetteva di ottenere una vettura più equilibrata e una miglior concentrazione delle masse. Il motore (sempre un V12 con angolo di 180° tra le bancate (piatto) venne portato ad una potenza di 495 cv a 12 200 rpm ed abbinato ad una trasmissione a 5 rapporti più retromarcia. L'abitacolo venne spostato ancora più in avanti rispetto alla vettura dell'anno precedente.
Tra le altre novità, dopo la parentesi della 312 B3 e della B3-74 con il loro telaio "monoscocca", la 312 T tornò a presentare un telaio in tubi pannellato, meno costoso e più facile da riparare e modificare. Tale soluzione sarà abbandonata solo nel 1982.

## Risultati sportivi
Portata al debutto al GP del Sudafrica, terza gara del mondiale 1975, dopo che la Ferrari aveva scelto di correre le prime due gare con la monoposto precedente, nel 1975 la 312 T portò a casa cinque vittorie con Niki Lauda (Monaco, Belgio, Svezia, Francia, USA) e una con Clay Regazzoni (in Italia) e conquistò altre tre gare nell'anno seguente (con Lauda in Brasile e Sudafrica, con Regazzoni a USA-West).
| Anno | Team                       | Motore         | Gomme | Piloti    |  |  |     |     |     |   |   |   |     |    |     |   |   |     | Punti | Pos. |
| ---- | -------------------------- | -------------- | ----- | --------- |  |  | --- | --- | --- | - | - | - | --- | -- | --- | - | - | --- | ----- | ---- |
| 1975 | Scuderia Ferrari SEFAC SpA | Ferrari 001/11 | G     | Regazzoni |  |  | 16* | NC  | Rit | 5 | 3 | 3 | Rit | 13 | Rit | 7 | 1 | Rit | 72,5  | 1º   |
| 1975 | Scuderia Ferrari SEFAC SpA | Ferrari 001/11 | G     | Lauda     |  |  | 5   | Rit | 1   | 1 | 1 | 2 | 1   | 8  | 3   | 6 | 3 | 1   | 72,5  | 1º   |

| Anno | Team                       | Motore      | Gomme | Piloti    |   |     |   |  |  |  |  |  |  |  |  |  |  |  |  |  | Punti | Pos. |
| ---- | -------------------------- | ----------- | ----- | --------- | - | --- | - |  |  |  |  |  |  |  |  |  |  |  |  |  | ----- | ---- |
| 1976 | Scuderia Ferrari SEFAC SpA | Ferrari 015 | G     | Lauda     | 1 | 1   | 2 |  |  |  |  |  |  |  |  |  |  |  |  |  | 83    | 1º   |
| 1976 | Scuderia Ferrari SEFAC SpA | Ferrari 015 | G     | Regazzoni | 7 | Rit | 1 |  |  |  |  |  |  |  |  |  |  |  |  |  | 83    | 1º   |

| Legenda | 1º posto     | 2º posto | 3º posto    | A punti         | Senza punti/Non class.  | Grassetto – Pole position Corsivo – Giro più veloce |
| Legenda | Squalificato | Ritirato | Non partito | Non qualificato | Solo prove/Terzo pilota | Grassetto – Pole position Corsivo – Giro più veloce |

- Indica quei piloti che non hanno terminato la gara ma sono ugualmente classificati avendo coperto, come previsto dal regolamento, almeno il 90% della distanza totale.

## Scheda tecnica
| Caratteristiche tecniche - Ferrari 312 T                         | Caratteristiche tecniche - Ferrari 312 T | Caratteristiche tecniche - Ferrari 312 T | Caratteristiche tecniche - Ferrari 312 T | Caratteristiche tecniche - Ferrari 312 T | Caratteristiche tecniche - Ferrari 312 T |
| Configurazione                                                   | Configurazione | Configurazione | Configurazione | Configurazione | Configurazione |
| ---------------------------------------------------------------- | --- | --- | --- | --- | --- |
| Carrozzeria: monoposto                                           | Carrozzeria: monoposto | Posizione motore: posteriore | Posizione motore: posteriore | Trazione: posteriore | Trazione: posteriore |
| Dimensioni e pesi                                                | | | | | |
| Ingombri (lungh.×largh.×alt. in mm): 4143 × 2030 × 1275          | Ingombri (lungh.×largh.×alt. in mm): 4143 × 2030 × 1275 | Ingombri (lungh.×largh.×alt. in mm): 4143 × 2030 × 1275 | Ingombri (lungh.×largh.×alt. in mm): 4143 × 2030 × 1275 | Diametro minimo sterzata: | Diametro minimo sterzata: |
| Interasse: 2518 mm                                               | Interasse: 2518 mm | Carreggiate: anteriore 1510 - posteriore 1530 mm | Carreggiate: anteriore 1510 - posteriore 1530 mm | Altezza minima da terra: | Altezza minima da terra: |
| Posti totali: 1                                                  | Posti totali: 1 | Bagagliaio: | Bagagliaio: | Serbatoio: 200 l | Serbatoio: 200 l |
| Masse                                                            | / in ordine di marcia: 575 kg | / in ordine di marcia: 575 kg | / in ordine di marcia: 575 kg | / in ordine di marcia: 575 kg | / in ordine di marcia: 575 kg |
| Meccanica                                                        | | | | | |
| Tipo motore: Ferrari Tipo 015, V12 180°                          | Tipo motore: Ferrari Tipo 015, V12 180° | Tipo motore: Ferrari Tipo 015, V12 180° | Cilindrata: 2.991 cm³ | Cilindrata: 2.991 cm³ | Cilindrata: 2.991 cm³ |
| Distribuzione: bialbero a camme in testa, 4 valvole per cilindro | Distribuzione: bialbero a camme in testa, 4 valvole per cilindro | Distribuzione: bialbero a camme in testa, 4 valvole per cilindro | Alimentazione: Iniezione indiretta Lucas | Alimentazione: Iniezione indiretta Lucas | Alimentazione: Iniezione indiretta Lucas |
| Prestazioni motore                                               | Potenza: 495 CV | Potenza: 495 CV | Potenza: 495 CV | Potenza: 495 CV | Potenza: 495 CV |
| Accensione: elettronica Magneti Marelli                          | Accensione: elettronica Magneti Marelli | Accensione: elettronica Magneti Marelli | Impianto elettrico: | Impianto elettrico: | Impianto elettrico: |
| Frizione: multidisco                                             | Frizione: multidisco | Frizione: multidisco | Cambio: trasversale Ferrari in blocco col motore, 5 marce e retromarcia | Cambio: trasversale Ferrari in blocco col motore, 5 marce e retromarcia | Cambio: trasversale Ferrari in blocco col motore, 5 marce e retromarcia |
| Telaio                                                           | | | | | |
| Corpo vettura                                                    | monoscocca con pannelli d'alluminio rivettati | monoscocca con pannelli d'alluminio rivettati | monoscocca con pannelli d'alluminio rivettati | monoscocca con pannelli d'alluminio rivettati | monoscocca con pannelli d'alluminio rivettati |
| Sterzo                                                           | a cremagliera | a cremagliera | a cremagliera | a cremagliera | a cremagliera |
| Sospensioni                                                      | anteriori: indipendenti, quadrilateri deformabili, molle e ammortizzatori entrobordo / posteriori: indipendenti, quadrilateri deformabili, molle e ammortizzatori entrobordo | anteriori: indipendenti, quadrilateri deformabili, molle e ammortizzatori entrobordo / posteriori: indipendenti, quadrilateri deformabili, molle e ammortizzatori entrobordo | anteriori: indipendenti, quadrilateri deformabili, molle e ammortizzatori entrobordo / posteriori: indipendenti, quadrilateri deformabili, molle e ammortizzatori entrobordo | anteriori: indipendenti, quadrilateri deformabili, molle e ammortizzatori entrobordo / posteriori: indipendenti, quadrilateri deformabili, molle e ammortizzatori entrobordo | anteriori: indipendenti, quadrilateri deformabili, molle e ammortizzatori entrobordo / posteriori: indipendenti, quadrilateri deformabili, molle e ammortizzatori entrobordo |
| Freni                                                            | anteriori: a disco / posteriori: a disco | anteriori: a disco / posteriori: a disco | anteriori: a disco / posteriori: a disco | anteriori: a disco / posteriori: a disco | anteriori: a disco / posteriori: a disco |
| Pneumatici                                                       | Goodyear | Goodyear | Goodyear | Goodyear | Goodyear |
| Prestazioni dichiarate                                           | | | | | |
| Velocità: 330 km/h                                               | Velocità: 330 km/h | Velocità: 330 km/h | Accelerazione: | Accelerazione: | Accelerazione: |

## Esemplari costruiti
- 312 T/018. Guidata in un GP Niki Lauda e danneggiata da Clay Regazzoni nel GP di Monaco
- 312 T/019. Mai schierata in gara
- 312 T/021. Vettura del 1975 di Clay Regazzoni, corse 5 gare di campionato più il Gran Premio di Svizzera 1975; venne guidata poi nel 1976 da Giancarlo Martini in due gare non titolate per il mondiale.
- 312 T/022. Vettura utilizzata da Lauda in 6 gare (3 vittorie). Guidata da Regazzoni in una gara del 1975 e una del 1976.
- 312 T/023. È l'esemplare più glorioso, con 6 vittorie su 9 gare corse tra il 1975 e il 1976 con Lauda, più un secondo posto ed il terzo che diede a Lauda il titolo mondiale, nel Gran Premio d'Italia 1975
- 312 T/024. Utilizzata in 7 gare da Clay Regazzoni nel 1975 e 1976 (1 vittoria)[4]
- 312T6. Versione a sei ruote. Diversamente dalla Tyrrell P34, aveva 4 ruote di dimensione normale per ogni fiancata in un'unica asse posteriore, come le ruote posteriori dei camion. Fu collaudata da Niki Lauda e da Carlos Reutemann, ma mai schierata in gara, in quanto era problematica da guidare e più larga di quanto permettessero i regolamenti.[5]
- 312T8. In seguito all'esperimento della 312T6, su alcune testate italiane apparvero degli articoli con immagini ed illustrazioni che mostravano una monoposto chiamata 312T8. Essa aveva 4 ruote davanti, come la Tyrrell P34, ed altre 4 ruote dietro, come la March 2-4-0. La bizzarra idea tuttavia non ebbe alcun seguito e molti anni dopo la stessa Ferrari ammise di aver pubblicato tali immagini per mantenere alta l'attenzione.[6][7]